# Fioen Blaisse
Fioen Blaisse (* 4. Februar 1932 in Amsterdam; † 29. Februar 2012 ebenda) war eine niederländische Malerin und Bildhauerin.

## Leben
Fioen Blaisse (richtiger Name: Hetty Cornelia Kramer) war die Tochter des Geigers im Concertgebouw-Orchester Pieter Cornelis Kramer (1896–1938) und der Pianistin Johanna Rudolphina Rowald (1891–1959). Sie wuchs mit ihrer älteren Schwester Jopie in Amsterdam auf und erhielt bereits als Fünfjährige zu Hause Geigenunterricht. Als sie sechs Jahre alt war, starb ihr Vater. Nach der Grundschule besuchte sie die Tweede Openbare Handelsschool (heute Berlage Lyceum) an der P.L. Takstraat, die sie 1951 mit dem HBS-A-Diplom abschloss. Sie entschied sich nicht für eine musikalische Laufbahn, sondern besuchte 1953 die Opleidingsschool voor Tekenleraren in Amsterdam um sich in Bildhauerei ausbilden zu lassen. Ihre weitere Ausbildung absolvierte sie von 1956 bis 1958 im Atelier des Bildhauers, Grafikers, Zeichners und Lithografen Paul Koning (1916–1998), wo sie auch die Werke von Wessel Couzijn, Pearl Perlmuter und Ben Guntenaar kennenlernte.
Am 26. Oktober 1957 heiratete Fioen Kramer in Glatten in Deutschland den Psychologen und Besitzer der Van Zuylekom-Brennerei in Amsterdam Erik Steven Blaisse (1922–2015). 1958 absolvierte sie einen Bildhauerkurs am Instituut voor Kunstnijverheidonderwijs (der späteren Gerrit Rietveld Academie) und erhielt Unterricht bei Ben Guntenaar. Nach ihrem Abschluss 1961 begann Fioen Blaisse in ihrem eigenen Atelier in einem alten Schulgebäude in der Derde Wittenburgerdwarsstraat 1–3 in Wittenburg auf einem der drei Amsterdamer Oostelijke Eilanden zu arbeiten. Sie beteiligte sich schon früh an Ausstellungen. Fioen Blaisse erhielt ihre ersten Aufträge hauptsächlich von Privatpersonen und fertigte (Kinder-)Porträts. In der Folgezeit erhielt sie auch staatliche und kommunale Aufträge, unter anderem für Parks, Plätze und Gebäude.
Daneben machte sie weiterhin Musik und spielte unter anderem in Streichquartetten. Mit 78 Jahren erlitt sie nach einem Sturz eine Hirnschädigung und konnte nicht mehr in ihrem Atelier in Wittenburg arbeiten. Sie starb im Februar 2012 in Amsterdam an den Folgen einer Lungenentzündung.

## Werk
Fioen Blaisse arbeitete als Bildhauerin mit Marmor, Stein, Bronze und Gips und schuf abstrahierte Figuren. Nachdem sie während einer Tunesienreise 1970 traditionelle Tänze gesehen hatte, schuf sie mehrere Skulpturen, die die Körperbewegungen der Tänzerinnen und ihre Konzentration einfangen sollten. Neben ihrem Bildhauerischen Werk fertigte sie auch Medaillen und zeichnete Porträts und Akte.
Sie war ab 1978 Mitglied im Nederlandse Kring van Beeldhouwers (Niederländischer Bildhauerkreis) und ab 1993 der Stichting Beeldrecht (Stiftung Bildrechte).
1998 wurde sie für ihr Gesamtwerk als Bildhauerin mit dem Singer-Preis ausgezeichnet.
Werke im öffentlichen Raum (Auswahl):
- 1968: Elefant. Bronzefigur für das Kinderheim Amstelstad in Amsterdam
- 1970: Drie waterbuffels. Kastelenstraat in Amsterdam
- 1972: Waterbuffels. Bilthoven[5]
- 1972: Hochrelief mit tanzenden Figuren für eine Sporthalle in Utrecht
- 1979: Danseres in concentratie. Stadswandelpark in Eindhoven
- 1982: Schrijdende Danseres met Tamboerijn. Sint-Oedenrode
- 1982: Voortschrijdende danseres. Beeldenroute Maliebaan in Utrecht
- 1985: Wind in de zeilen. Brielle
- 1986: Schrijdende danseres met tamboerijn. Zwolle
- 1988: Sint Jan. Sint Janstraat in Haarlem
- 1990: Het onderweg zijn of Vrouw met vlinder. Nijmegen
- 1992/93: Sint-Johannes de Evangelist. Ootmarsum
- 1993: Vrouw en vlinder. Poort Bijlmerplein 888 in Amsterdam-Zuidoost
- 2000: Danseres met tamboerijn. Purmerweg/Ecke Schermstraat in Amsterdam[3]

Weitere Arbeiten von Fioen Blaisse befinden sich in Museums- und Unternehmenssammlungen, unter anderem im Centraal Museum Utrecht, dem Museum Beelden aan Zee in Scheveningen, dem Museum Singer Laren, der Sammlung des Rijksdienst voor het Cultureel Erfgoed und der Sammlung der ING.

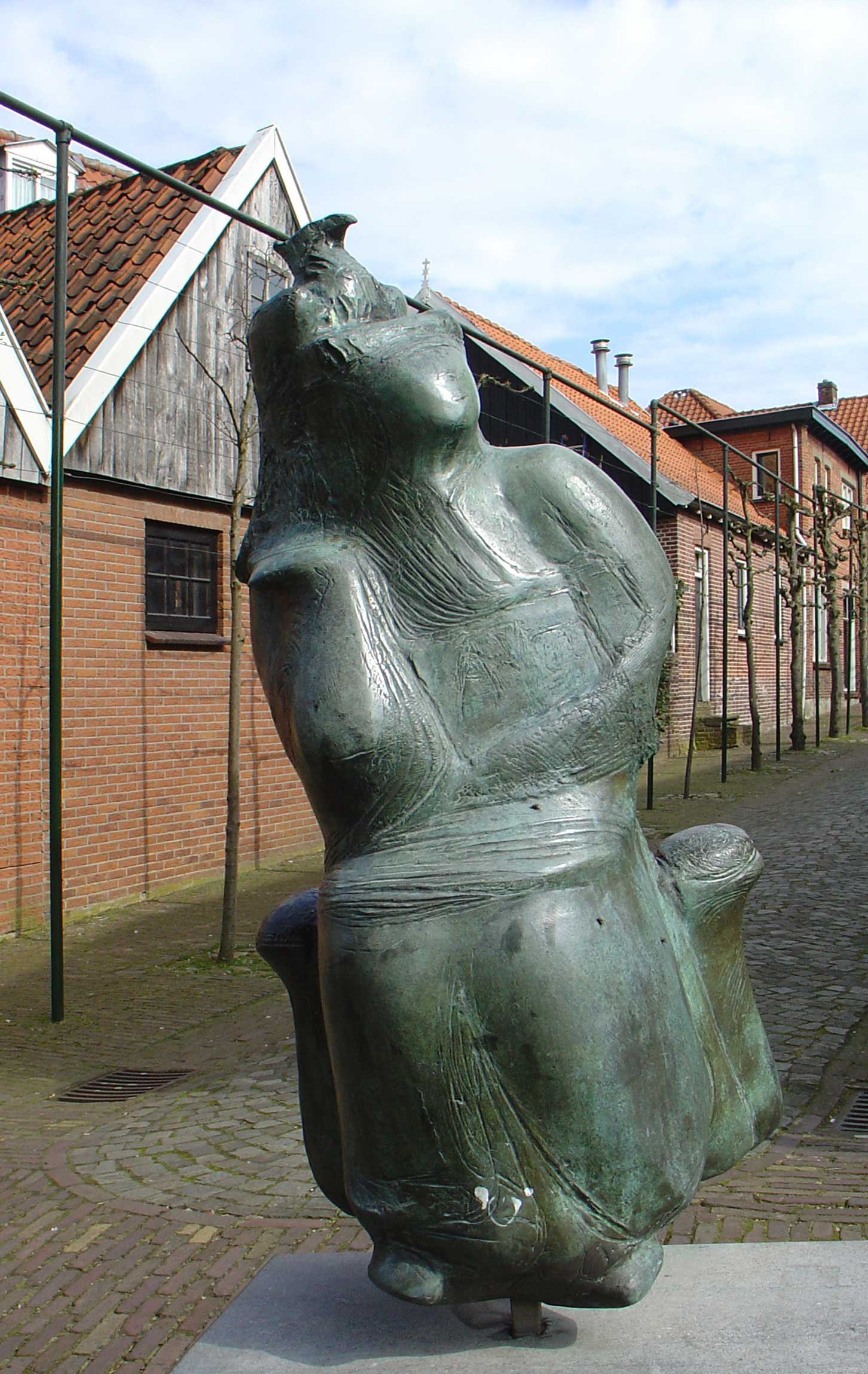
Johannes de evangelist, 1993
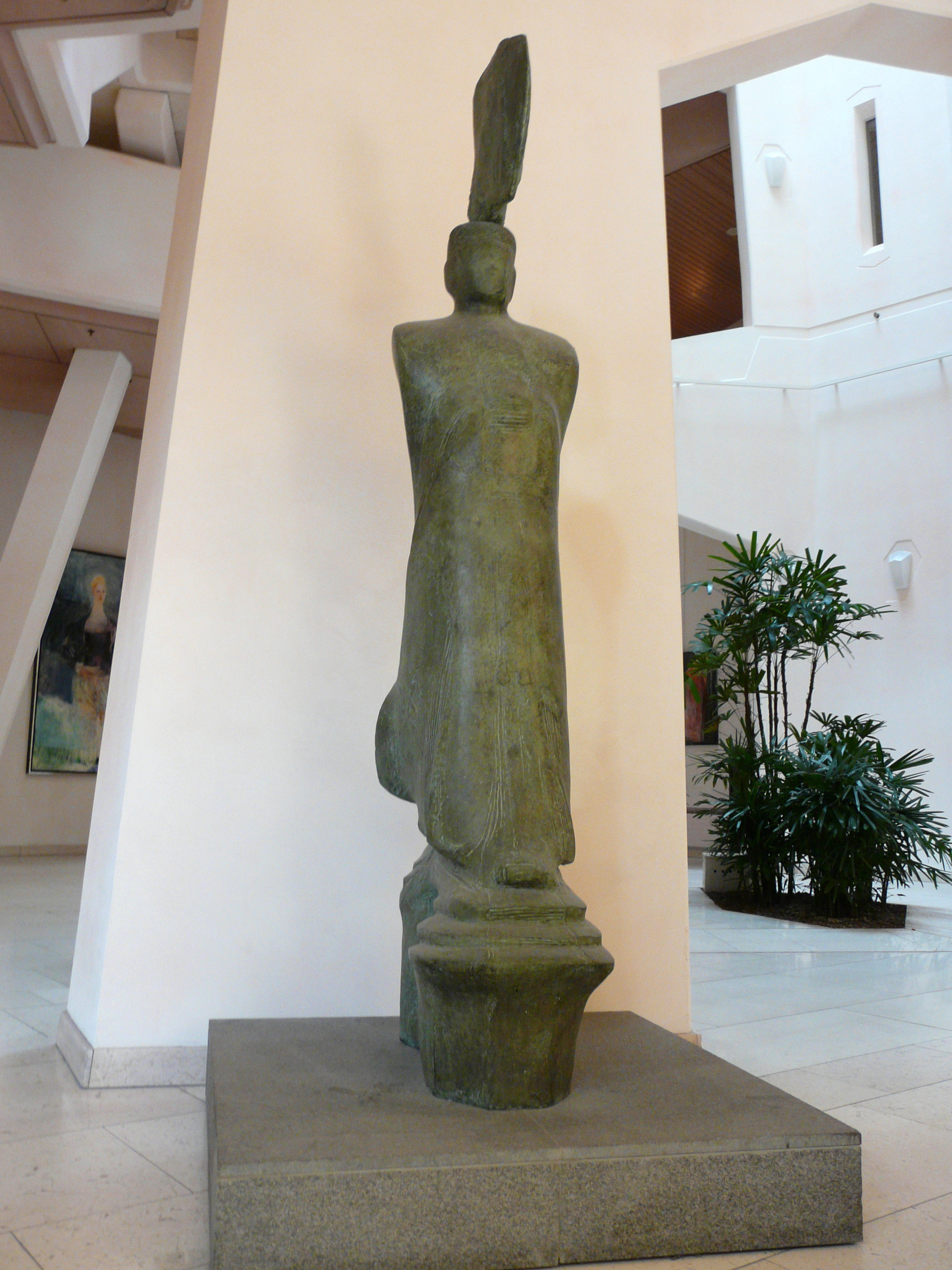
Vrouw en vlinder, 1993
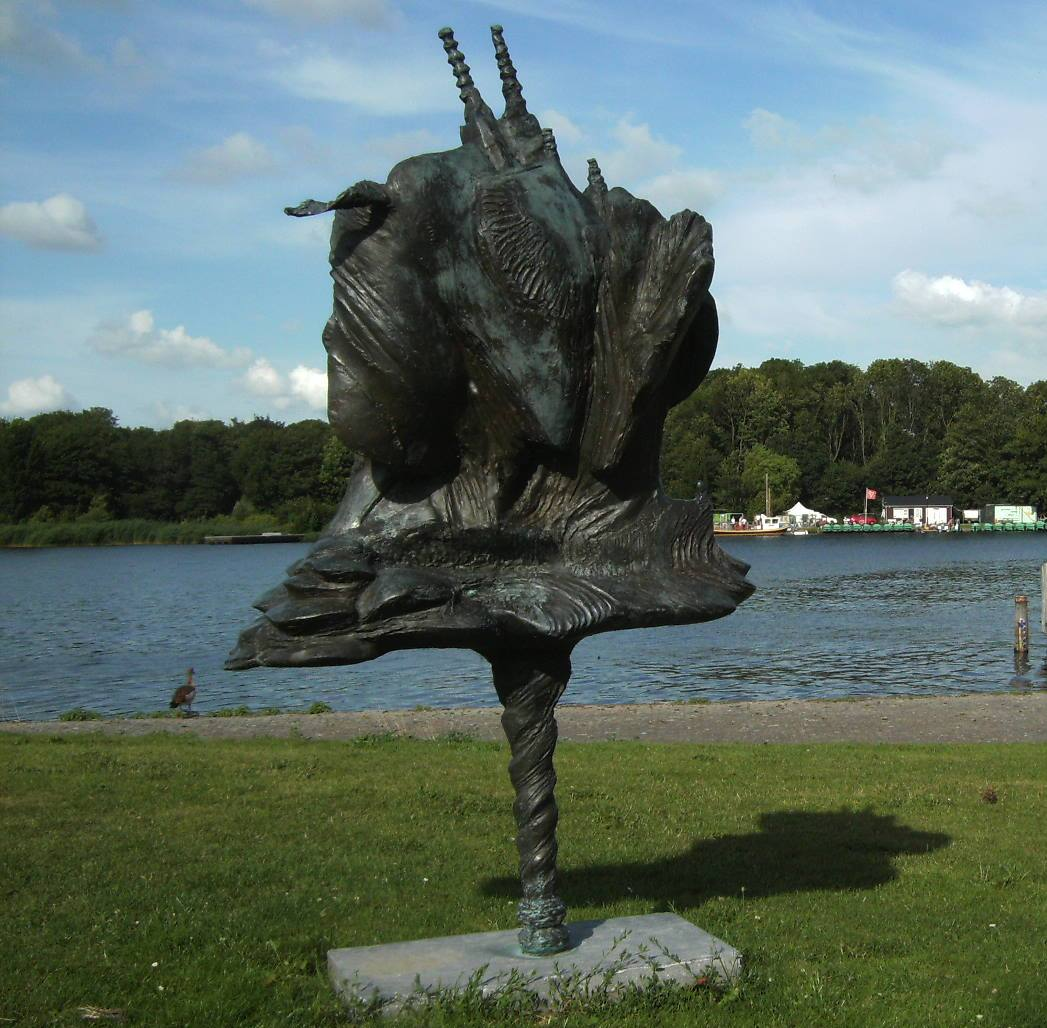
Wind in de zeilen, 1985
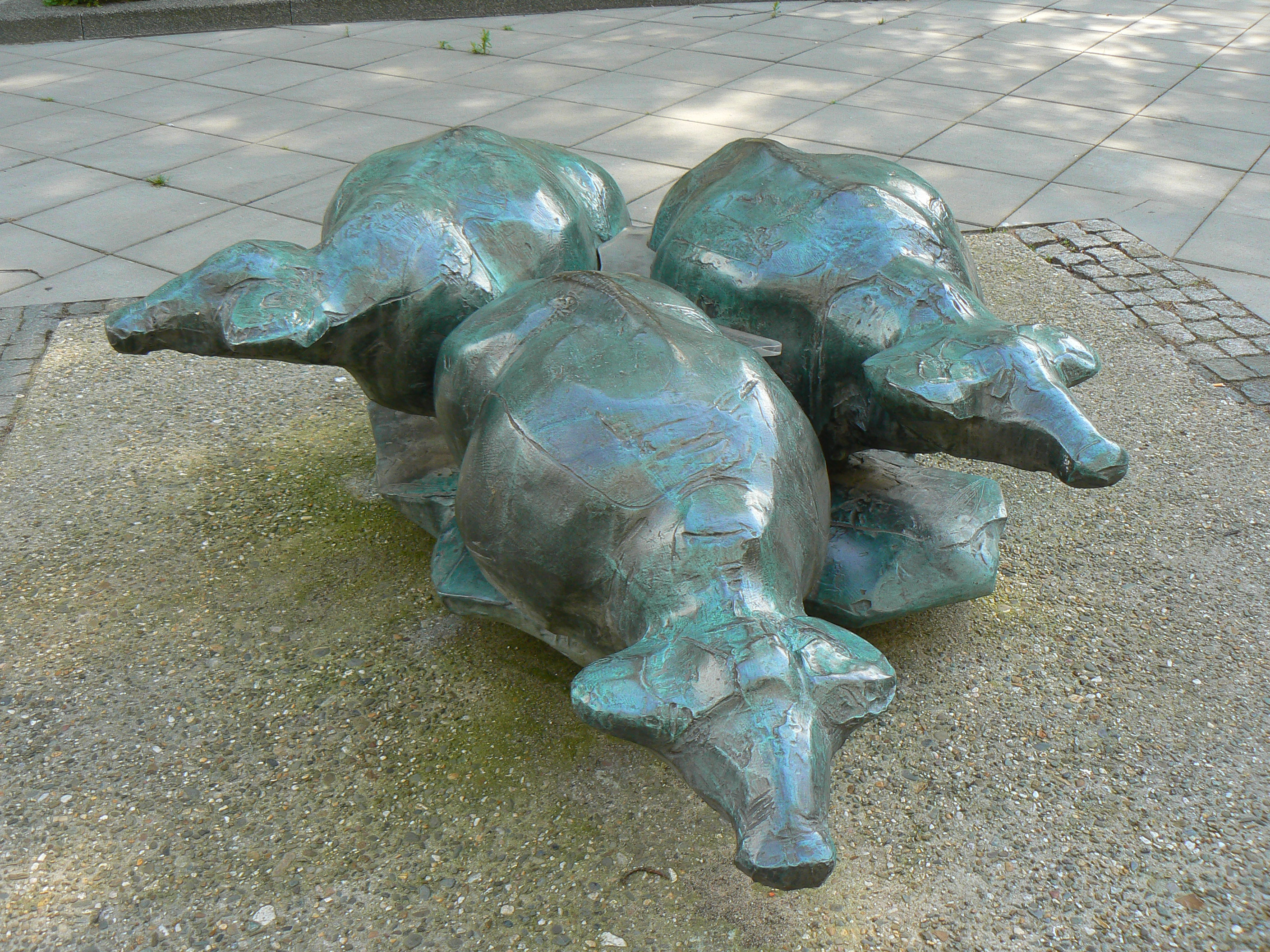
Waterbuffels, 1972
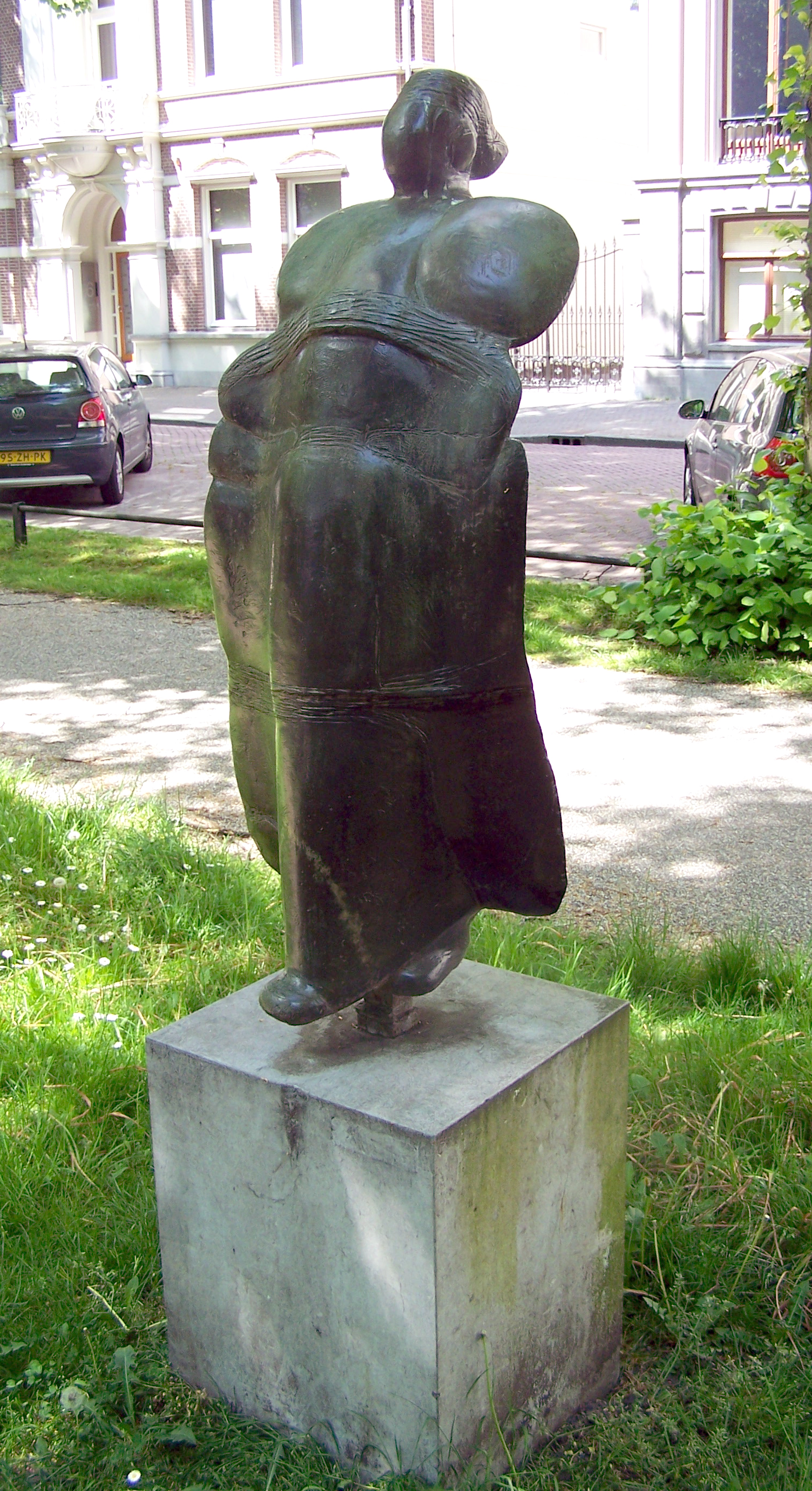
Voortschrijdende danseres, 1982
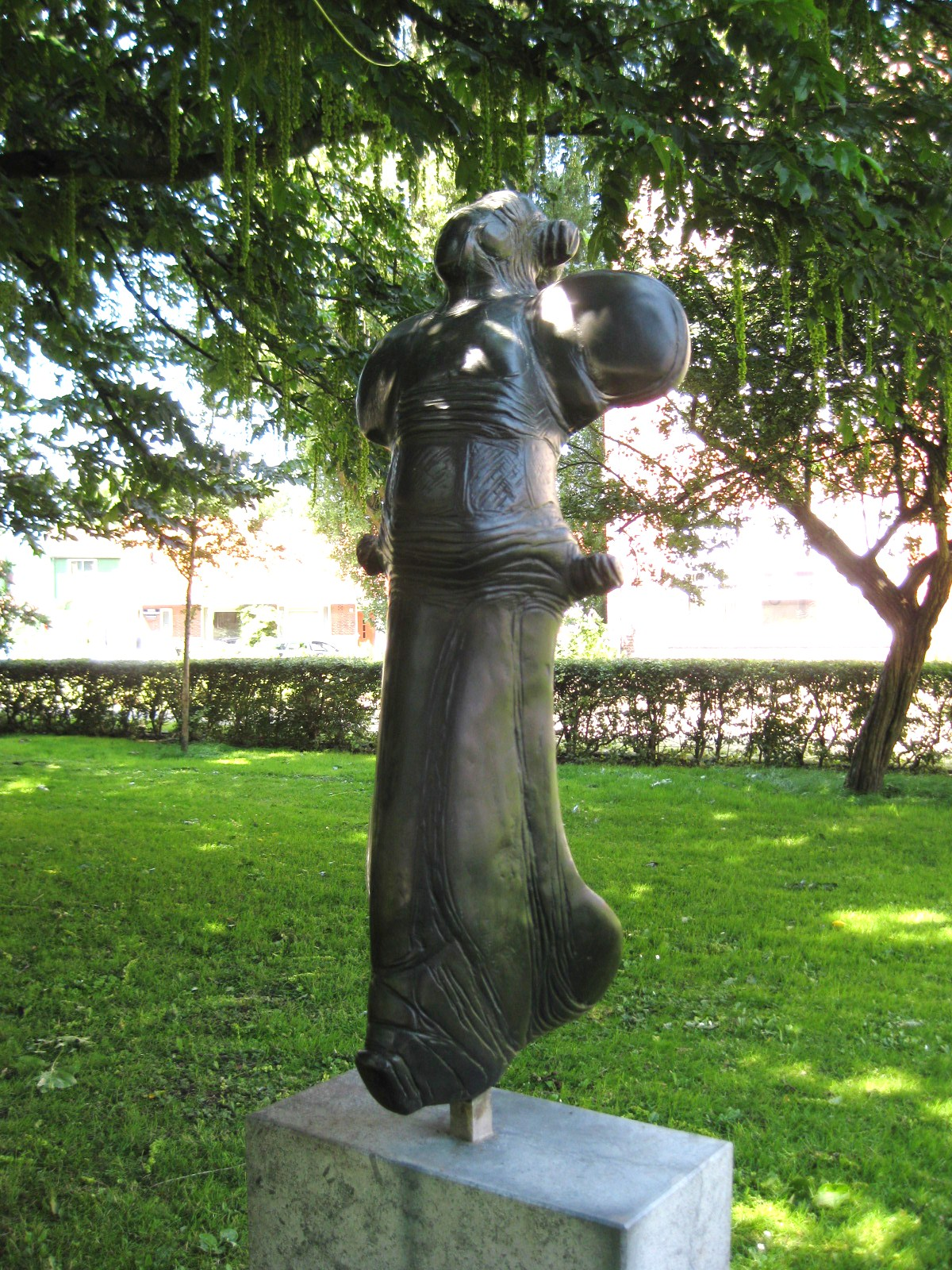
Danseres met tamboerijn, 2000
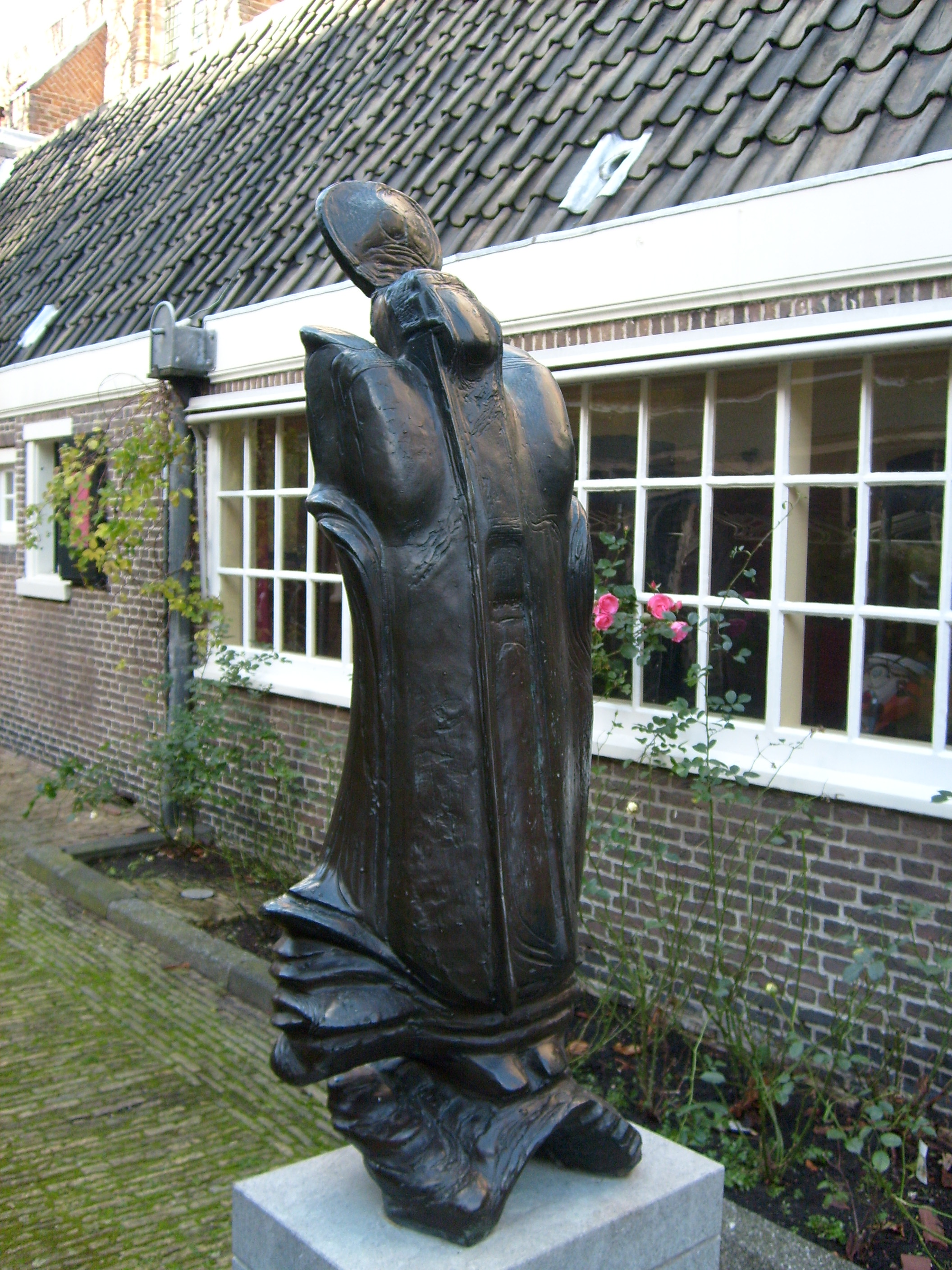
Sint Jan, 1988

## Ausstellungen (Auswahl)
- Ausstellungen, viele davon organisiert vom niederländischen Bildhauerkreis, dem Blaisse angehörte[3]
- 1961: Ausstellung der „Genootschap Kunstliefde“. Utrecht
- 1976: Brons, Hout en Steen. Schloss Zeist
- 1978: 2%. Museum Fodor Amsterdam
- 1978: Natuur en Sculptuur VIII. Kunstzaal de Hoge Hees, Eersel
- 1982: Beelden in het stadswandelpark. Kunststichting Eindhoven
- 1983: Traditie en experiment. De Vleeshal, Haarlem
- 1985: Beelden aan de rand van Nijmegen. Tweeling Nijmegen, Galerie De
- 1996: Tiende Stadsbeelden Emmen. Stichting Stadsbeelden Emmen
- 1998: Fioen Blaisse-Kramer. Museum Singer Laren
- 2000: Exposanten 2000. de Amsteltuin C.V. Amstelveen
- 2002: Van goden en mensen. Galerie Petit Amsterdam[3][4]